# シャンキー
シャンキー（Dilsher_Shanky, 本名：Gurvinder Singh Malhotra、ヒンディー語：गुरविंदरसिंहमल्होत्रा、IAST：GuraviṃdaraSiṃhaマルホトラ、パンジャブ語：ਗੁਰਵਿੰਦਰਸਿੰਘਮਲਹੋਤਰਾ、ローマ字：  Guravidara Sigha Malahōtarā　1991年6月11日 - ）は、インドのプロレスラー。

## 来歴

### コンチネンタル・レスリング・エンターテイメント
マルホトラは、コンチネンタル・レスリング・エンターテイメントに参加した。マルホトラは、リングネームをShanky Singhに変更した。2017年3月22日にシンは、アラブ首長国連邦のドバイで開かれる、トライアウトに出場した。だが、シンは、インドの警察官に暴力を加えたことによりシンは、逮捕するように他の警察官は、命じた。シンは、自転車で逃走した。だが、シンは、逮捕された。シンは、刑務所から出て、コンチネンタル・レスリング・エンターテイメントのイベントである、バトルロイヤルマッチに参加した。シンは、このイベントで勝利した。

### WWE
シンは、リングネームをDilsher Shankyへと変更した。シャンキーは、ドバイを離れて、アメリカ合衆国に移動した。そしてWWEトライアウトに参加した。シャンキーは、リングネームを縮小してShankyへと変更した。2021年1月22日シャンキーは、ジャイアント・ザンジールとレイ・ミステリオ、リコシェとチームを組んだ。シャンキーは、クラウディオ・カスタニョーリとドルフ・ジグラー、トム・ペストック、中邑真輔とのチーム戦で勝利した。5月10日シャンキーは、リンク・シンと共にジンダー・マハルのマネージャーとなった。その後、シャンキーは、スマックダウンのドラフトに選ばれた。だが、リンク・シンは、ロウのドラフトに選ばれたことにより、2人は、離れた。その後、シャンキーは、アンドレ・ザ・ジャイアント・メモリアル・バトルロイヤルに参加した。シャンキーは、ババテュンデ・アエグブシとエリックをリング外に落とした。だが、シャンキーは、ダミアン・プリースト、ボビー・ルード、マイク・ラリーズ、ドルフ・ジグラー、フィン・ベイラー、トマソ・チャンパに落とされた。アンドレ・ザ・ジャイアント・メモリアル・バトルロイヤルは、最後、マイク・ラリーズがフィン・ベイラーをリング外に落としてマイク・ラリーズが優勝した。
その後、マハルは、インダス・シャーとチームを組んだことにより、シャンキーと縁を切ってしまった。シャンキーは、現在フリーエージェントで、2022年7月以降WWEに出場していない。

## その他
2019年マルホトラは、映画BharatでZalaｚala Singhとして俳優デビューを果たした。

## 得意技
- チョークスラム

## 獲得タイトル
コンチネンタル・レスリング・エンターテイメント
- CWEヘビー級選手権 （2回)